# Hjortesölan
Hjortesölan är en sjö i Uddevalla kommun i Bohuslän och ingår i Göta älvs huvudavrinningsområde. Hjortesölan ligger i Bredfjället Natura 2000-område.